# Teodozij Vlaški
Teodozij (romunsko Teodosie)  je bil leta 1521 in 1522 dvakrat knez Vlaške, * ni znano, † 1522.

## Življenje
Bil je sin kneza Neagoea Basaraba in srbske kneginje Milice (Despine) Branković. Na prestol je prišel po očetovi smrti septembra 1521. Ker je bil mladoleten, sta v njegovem imenu vladala njegova mati in stric Preda Craiovescu. Po stričevi smrti v bitki z Drakuliči 10. oktobra 1521 je Vlad VI. Dragomir, nezakonski sin kneza  sin Vlada IV. Meniha, Teodozija odstavil in sam zasedel knežji prestol.   Teodozij se je s pomočjo družine že naslednji mesec vrnil na vlaški prestol.
Po njegovi vrnitvi je Vlaška postala bojišče različnih frakcij vlaškega plemstva, v njej pa je de facto vladal nikopolski paša, ki je imel v  vseh mestih in vaseh svoje predstavnike. Teodozij je v boju z nasprotniki decembra 1522 padel. 

## Sklic
1. ↑  Turdeanu, Emil (1985). Études de littérature roumaine et d'écrits slaves et grecs des principautés roumaines. str. 10. ISBN 9004070982.

## Vira
- Academia Romana (2012). A History of Romanians. IV (2. izdaja). Bukarešta: Editura Enciclopedica. ISBN 978-973-45065-2-1.
- Иоан-Аурел Поп, Иоан Болован. История Румынии. издательство ВЕСЬ МИР, Moskva, 2005.

| Teodozij Vlaški Dinastija CraioveștiRojen: ni znano Umrl: december 1522 |                                           |                              |
| Vladarski nazivi                                                        |                                           |                              |
| Predhodnik: Neagoe Basarab                                              | Vlaški knez september 1521 – oktober 1521 | Naslednik: Vlad VI. Dragomir |
| Predhodnik: Vlad VI. Dragomir                                           | Vlaški knez november 1521 – december 1522 | Naslednik: Radu V. Afumatski |